# Casa do Loureiro
A Casa do Loureiro, ou Casa-Solar de Loureiro, é um conjunto arquitetónico constituído por solar, uma torre ameada de origem medieval e duas capelas localizado na freguesia de Silgueiros, no município de Viseu.
Foi durante séculos o Solar identificado com a família Loureiro de Silgueiros, tendo sido posteriormente adquirida por Joaquim Santos Lima, continuando ainda hoje a ser propriedade dos seus descendentes . É um dos conjuntos arquitectónicos mais importantes da freguesia de Silgueiros.
Está classificado de Imóvel de Interesse Municipal desde 2004.

## Arquitectura
O conjunto casa-solar é constituído pelo solar propriamente dito, e mais duas capelas, uma separada do conjunto, de estilo manuelino, mandada erguer por Luís de Loureiro, e outra anexa ao paço, de estilo maneirista, ambas com pedras de armas diferentes. O conjunto exibe ainda uma torre ameada medieval, aonde consta uma exuberante pedra de armas.

## A família de Loureiro
A Família Loureiro, com solar no lugar de Passos de Silgueiros, vem de tempos medievais.
Os fundadores da Igreja e Padroado de Santa Maria de Silgueiros foram Daganel e D. Sancha Gonçalves, no ano de 1186, primeiros senhores conhecidos da Honra e Quintã do Loureiro.
Algumas gerações mais tarde, em 1418, João Anes de Loureiro (nascido em 1343), senhor da Honra e quinta do Loureiro (casado com Catarina Dias de Figueiredo), e suas irmãs Catarina Anes, Aldonça Anes e Maria Anes (do Amaral), todos filhos de João Anes (de Loureiro) e Maria Anes do Amaral, reformaram e refundaram a Igreja de Santa Maria de Silgueiros dotando-a com novos bens.
Foi  trineto de João Anes de Loureiro e de Catarina Dias de Figueiredo, Luís de Loureiro,  'o grande’, o ilustre fidalgo do Conselho de Sua Majestade, Capitão de Mazagão, Azamor,  e Tânger, e 1º Adaíl-Mor do Reino, herói das batalhas do Norte de África, a quem el-Rei D. João III escreveu cartas de grande louvor, que instituiu um vínculo na dita quinta, no dia 7 de Setembro de 1551.
No mesmo ano, por bula do papa Júlio III, recebeu o mesmo Luís de Loureiro a graça da concessão de dois terços dos frutos da igreja de Santa Maria de Silgueiros para a capela da Senhora da Encarnação, cabeça do referido morgado que tinha instituído. Por não ter descendência legítima, a sucessão do morgado acabou por recair nos descendentes de sua tia, D. Genebra de Figueiredo, cujo filho, Gaspar de Loureiro, havia sido encarregue, pelo próprio Rei, de assegurar a gestão das posses de Luís de Loureiro, durante a sua ausência no Norte de África. Haveria de ser o neto deste, Nuno de Barros de Loureiro, e respectivos descendentes, que oficialmente sucederiam no Morgado de Loureiro.
Havia porém, no mesmo terreno um outro vínculo. Anos antes da instituição em Morgado de Luís de Loureiro, em 1534, Pedro Rodrigues Cardoso, ‘o surdo’, casado com Catarina de Figueiredo Loureiro, bisneta dos mesmos João Anes de Loureiro e Catarina Dias de Figueiredo, referidos acima,   já tinha instituído um morgado, vinculado à capela de Santa Luzia, na mesma Quinta do Loureiro e que deixou aos seus descendentes.
Passou, então, a haver na mesma quinta dois morgados diferentes. A cada um pertencia metade da quinta, metade do paço, metade da torre ameada, sua capela vinculada e seu brasão diferente, representados por famílias distintas, porém,  com um tronco comum.
Estes dois ramos familiares - Cardosos e Loureiros - voltaram a unir-se em finais do século XVIII, pelo casamento dos herdeiros respectivos: D. Maria Joana Cardoso do Loureiro de Melo Sampaio e Manuel do Loureiro Castelo Branco de Nápoles e Queirós . O ramo directo da Casa de Loureiro ( e ainda o da Casa de Carvalhiços ) extinguiu-se, havendo no entanto descendentes legítimos deste casamento, por via do casamento da filha destes, D. Maria Rita de Loureiro Cardoso, com José Telles de Figueiredo e Almeida Castelo Branco, de Vouzela. O ramo da casa de Carvalhiços extinguiu-se com o falecimento sem geração de D. Maria Georgina da Costa Brandão de Loureiro de Magalhães Heleno. A representação da casa encontra-se assim no ramo de Vouzela, de quem houve descendência até aos dias de hoje. Até à abolição da Monarquia em Portugal e instauração da República, o legítimo representante desta família era Manuel Casimiro Madeira Telles de Loureiro, assim chamado em homenagem ao último morgado em linha directa, Manuel Casimiro de Loureiro Cardoso, de quem seu avô Nuno de Barros Telles de Loureiro Cardoso era primo co-irmão.

## Senhores do Morgado de Loureiro
Senhores do Morgado de Loureiro:
1. Luís de Loureiro
2. Ambrósia de Loureiro
3. Joana de Melo
4. Isabel de Loureiro
5. Nuno de Barros de Loureiro (c.1560 - c. 1640)
6. Luis de Loureiro de Albuquerque
7. Nuno de Barros de Loureiro
8. Luis de Loureiro de Albuquerque
9. Manuel de Barros de Loureiro
10. Nuno de Barros de Loureiro
11. Manuel de Loureiro Castelo Branco de Nápoles e Queirós
12. Luís de Loureiro Cardoso
13. Manuel Casimiro de Loureiro Cardoso

Senhores do Morgado dos Cardosos ou dos Loureiros Cardosos ou dos Cardosos de Loureiro:
1. Pedro Rodrigues Cardoso
2. Francisco Cardoso Loureiro
3. Pedro Rodrigues Loureiro
4. Manuel Loureiro de Campos
5. Pedro de Mesquita Cardoso
6. Manuel de Loureiro de Mesquita
7. João de Loureiro de Mesquita Cardoso e Vasconcelos
8. João de Almeida Loureiro de Mesquita Cardoso e Vasconcelos
9. Pedro Cardoso de Loureiro e Almeida
10. Maria Joana Cardoso de Loureiro de Melo e Sampaio
11. Luís de Loureiro Cardoso
12. Manuel Casimiro de Loureiro Cardoso

## A família Santos Lima
A família Santos Lima adquiriu estes bens em hasta pública, após vários anos de gestão  danosa, levados a cabo por Henrique de Lemos e Sousa, filho quarto de Heitor de Lemos e Sousa, que casou em segundas núpcias com a viúva do último morgado, D. Maria Emília de Loureiro Cardoso. 
Desde então os descendentes do primeiro Santos Lima têm mantido e preservado a casa, a torre, e as capelas, que adquiriram em finais do século XIX.